# Teddys Geburtstagsgeschenk
Teddys Geburtstagsgeschenk ist eine deutsche Filmkomödie von 1915 innerhalb der Stummfilmreihe Teddy. Hauptdarsteller ist Paul Heidemann.

## Hintergrund
Produziert wurde der Stummfilm von Teddy Film Berlin (Nr. 7) in drei Akten. Die Zensur durchlief der Film im Oktober 1915. Die Polizei Berlin belegte ihn mit einem Jugendverbot (Nr. 15.47)